# Абрамова Гора
Абрамова Гора (рос. Абрамова Гора)  — присілок Бокситогорського району Ленінградської області Росії. Входить до складу Радогощинського сільського поселення.
Населення —  1 особа (2012 рік). 

## Населення
| 1928 | 2007 | 2010 | 2017 |
| ---- | ---- | ---- | ---- |
| 135  | ↘1   | →1   | ↘0   |